# 尼克·格里姆肖
尼古拉斯·彼得·“尼克”·格里姆肖（Nicholas Peter "Nick" Grimshaw，1984年8月14日—）是英國的一位節目主持人。他主要活躍在BBC廣播一台。在2015年，他成為X音素評審團的成員之一